# Thaumasiomyces
Thaumasiomyces — рід грибів родини Ceratomycetaceae. Назва вперше опублікована 1931 року.

## Класифікація
До роду Thaumasiomyces відносять 3 види:
- Thaumasiomyces bipedalis
- Thaumasiomyces scabellularius
- Thaumasiomyces scaurus